# Somatochlora cingulata
Somatochlora cingulata är en trollsländeart som först beskrevs av Selys 1871.  Somatochlora cingulata ingår i släktet glanstrollsländor, och familjen skimmertrollsländor. IUCN kategoriserar arten globalt som livskraftig. Inga underarter finns listade i Catalogue of Life.